# Ryan Johansson
Ryan Nils Johansson (* 15. Februar 2001 in Luxemburg) ist ein irisch-schwedischer Fußballspieler. Der Flügelspieler steht seit Juli 2024 beim SV Wehen Wiesbaden unter Vertrag.

## Herkunft
Johansson wurde als Sohn eines schwedischen Vaters und einer irischen Mutter in Luxemburg geboren. Zunächst besaß er ausschließlich die schwedische Staatsbürgerschaft, ehe er im Alter von 12 Jahren auch die luxemburgische erhielt. Später nahm er auch die irische Staatsbürgerschaft an.

## Karriere

### Verein
Johansson begann seine Karriere beim RFC Union Luxemburg. Über den FC Metz wechselte er zur Saison 2017/18 in das Nachwuchsleistungszentrum des FC Bayern München. In seinem ersten Jahr wurde er mit den B1-Junioren (U17) unter Holger Seitz Meister der B-Junioren-Bundesliga Süd/Südwest. In der anschließenden Endrunde um die gesamtdeutsche Meisterschaft scheiterte die Mannschaft jedoch im Finale an Borussia Dortmund. Zur Saison 2018/19 rückte Johansson zu den A-Junioren (U19) von Sebastian Hoeneß auf. Zudem durfte er unter Niko Kovač die Sommervorbereitung mit den Profis absolvierten. Im Pflichtspielbetrieb zählte Johansson wieder zur U19, mit der er in der A-Junioren-Bundesliga Süd/Südwest, der UEFA Youth League und im DFB-Pokal der Junioren aktiv war. Dabei spielte der zentrale Mittelfeldspieler auch als Rechtsverteidiger. Im August 2019 zählte Johansson unter Niko Kovač bei der Niederlage im DFL-Supercup gegen Borussia Dortmund zum Spieltagskader der Profimannschaft. Anschließend spielte er in der Saison 2019/20 unter Martín Demichelis wieder für die U19, nun jedoch im offensiven Mittelfeld oder auf dem Flügel.
Im Januar 2020 wechselte Johansson während der Winterpause zum FC Sevilla, bei dem er einen Vertrag bis zum 30. Juni 2026 unterschrieb. Dort zählte er zur zweiten Mannschaft, für die er bis zum Saisonende 6 Spiele in der drittklassigen Segunda División B absolvierte. In der Saison 2020/21 folgten 8 Drittligaeinsätze.
Die Sommervorbereitung 2021 absolvierte der 20-Jährige mit der Profimannschaft. Anschließend wurde er für die Saison 2021/22 an den niederländischen Erstligisten Fortuna Sittard ausgeliehen. Dort konnte sich Johansson mit nur 6 Ligaeinsätzen (2-mal in der Startelf) jedoch nicht durchsetzen. Somit kehrte er zur Saison 2022/23 zum FC Sevilla zurück, dessen zweite Mannschaft nun in der viertklassigen Segunda Federación spielte. Johansson kam 24-mal in der Liga zum Einsatz, stand 18-mal in der Startelf und erzielte 2 Tore.
Ende August 2023 kehrte Johansson nach Deutschland zurück und wechselte zum SC Freiburg, bei dem er in der Saison 2023/24 für die zweite Mannschaft in der 3. Liga eingeplant ist. Unter Thomas Stamm wurde er als Flügelstürmer sofort zum Stammspieler. Nach 10 Drittligaeinsätzen (alle in der Startelf), in denen er 2 Tore erzielte, stand Johansson Ende November 2023 unter Christian Streich bei einem Bundesligaspiel erstmals im Spieltagskader der ersten Mannschaft, ohne jedoch eingewechselt zu werden. Ende Januar 2024 folgte eine weitere Kadernominierung ohne Einsatz. Für die zweite Mannschaft kam Johansson auf 27 Drittligaeinsätze (25-mal in der Startelf), in denen er 2 Tore erzielte. Die Mannschaft stieg am Saisonende in die Regionalliga Südwest ab.
Johansson blieb der 3. Liga allerdings erhalten, indem er zur Saison 2024/25 zum SV Wehen Wiesbaden wechselte.

### Nationalmannschaft
Johansson konnte zwischen dem schwedischen, irischen und luxemburgischen Fußballverband wählen. Er spielte zunächst für die luxemburgische U16- und U17-Nationalmannschaft, ehe er 2016 und 2017 auch drei Testspiele für die schwedische U17-Nationalmannschaft absolvierte. 2018 folgten zwei Testspiele für die irische U19-Nationalmannschaft, ehe er im Laufe des Jahres für die luxemburgische U19- und U21-Nationalmannschaft spielte.
2019 entschied Johansson, der Pflichtspiele ausschließlich für Luxemburg absolviert hatte, fortan für Irland aufzulaufen. Dies untersagte die FIFA zunächst, da ein Spieler bei seinem ersten Pflicht-Länderspiel in Besitz der Staatsbürgerschaft des Landes gewesen sein muss, zu dessen Verband er wechseln möchte. Bei seinem ersten Pflichtspieleinsatz für die luxemburgische U17 im Oktober 2016 im Rahmen der Qualifikation zur U17-Europameisterschaft 2017 war Johansson allerdings noch nicht im Besitz der irischen Staatsbürgerschaft. Daher kündigte sein Berater Anfang 2020 an, dass er für Schweden spielen werde. Zu weiteren Länderspieleinsätzen kam es aber in der Folge nicht.
Nach einer Lockerung der Regel durch die FIFA debütierte Johansson im Mai 2021 in der irischen U21-Nationalmannschaft. Er absolvierte im Laufe des Jahres drei Freundschaftsspiele und zwei Pflichtspiele im Rahmen der Qualifikation zur U21-Europameisterschaft 2023, die die Iren verpassten.

## Titel
- Meister der B-Junioren-Bundesliga Süd/Südwest: 2018